# Uścikowo (województwo wielkopolskie)
Uścikowo – wieś sołecka w Polsce położona w województwie wielkopolskim, w powiecie obornickim, w gminie Oborniki.

## Historia
Wieś pierwotnie związana była z Wielkopolską. Ma metrykę średniowieczną i istnieje co najmniej od początku XV wieku. Po raz pierwszy odnotowana została w łacińskim dokumencie z 1356 wg kopii z 1582 "Usczikowo", 1388 "Husczikowo", 1403 "Vscicowo", 1417 "Wsczycowo", 1423 wg kopii z lat 1488-1492 "Wszczykowo", 1456 "Vsczykowo", 1486 "Uszczykowo", 1487 "Uscikowo", 1498 "Uisczykowo", 1514 "Vsczikow".
Początkowo wieś należała do opola chojnickiego z siedzibą w Chojnicy, które było reliktem opola - przedpaństwowej wspólnoty rodowo-terytorialnej, a w późniejszym okresie stało się administracyjnym podokręgiem kasztelanii. W 1388 Uścikowo zostało odnotowane w granicach tego opola.
Miejscowość była początkowo królewszczyzną leżącą w tenucie obornickiej czyli własnością królewską należącą do królów polskich. Tenutariuszami królewszczyzny uścickiej była polska szlachta Skórowie z rodu Awdańców, Tuczępsscy, Ponieccy, Policcy, Zajączkowscy, Podlewscy, Ociescy, Radeccy oraz Nieżuchowscy. W 1462 wieś leżała w powiecie poznańskim województwa poznańskiego w Koronie Królestwa Polskiego. W 1510 odnotowana została w parafii Oborniki.
Wieś istniała jednak już wcześniej, zanim odnotowały to zachowane zapisy historyczne. Około kilometr na północ od wsi archeolodzy natrafili na fragment naczynia oraz szkielet ludzki, mogący świadczyć o istnieniu tam cmentarzyska. Według przekazów na łąkach nadwarciańskich na północ od miejscowości miało też znajdować się „domniemane grodzisko zwane Górą Zamkową”, które już w latach międzywojennych miało być „w dużej części rozwiezione”, a w którym „wg tradycji miejscowej pochowany został wódz szwedzki”. Nowsze badania terenowe nie potwierdziły istnienia tego grodziska.
Pierwsze zapisy o wsi pochodzą ze źródeł kościelnych. W 1356 Maciej wójt obornicki uposażył fundowany przez siebie kościół św. Ducha pod Obornikami, zapisując mu m.in. dziesięciny z 4 łanów wójtowskich w Uścikowie, po jednym wiardunku z każdego łanu.
W 1403 Niemierza z Lubosza współręczył za panią kasztelanową kaliską Wichnę z Grodziska. Jeśli ta nie wywiązałaby się ze zobowiązań co do posagu i wyprawy wiennej swojej córki Burnety, żony Janowskiego z Janowca w powiecie gnieźnieńskim, obecnie zwanego Janowcem Wielkopolskim, to Niemierza miał go wprowadzić w posiadanie czynszu w wysokości 5 kóp groszy na wsi Uścikowo. W 1417 odnotowano w aktach sądowych proces dwóch kmieci uścikowskich z kasztelanem poznańskim Mościcem ze Stęszewa, który przysiągł przed sądem, że nie zobowiązywał się dać im dwóch krów wartości dwóch kóp groszy. W 1440 szlachcic Wierzbięta zwany niegdyś Tuczępskim pełniący funkcję wójta dziedzicznego w Obornikach dał szlachcicowi Wincentemu Furmanowi niegdyś dziedzicowi w Mchach m.in. 4 łany roli wraz z 4 zagrodnikami uścikowskimi.
Od 1443 tenuta obornicka wraz z Uścikowem znajdowała się w ręku Skórów z Gaju, przy czym pewne części Uścikowa oddawano w dzierżawę zastawnikom, a sołectwo uścickie posiadali wójtowie oborniccy. W 1456 Piotr Skóra z Gaju herbu Abdank tenutariusz obornicki zapisał swojej żonie Jadwidze po 200 grzywien posagu oraz wiana na wsiach Gaj i Stramnica oraz dwór w Obornikach, 4 korce słodu tygodniowo z młyna słodowego, 6 kamieni łoju rocznie z miasta Oborniki oraz Młyn zbożowy w Uścikowie. W 1459 Anna wójtowa wdowa po Wierzbięcie Tuczępskim wraz z synem Ruzgarzem (lub Ludgierzem) byli niedzielnymi posiadaczami Dąbrówki Miejskiej, Uścikowa, Bogdanowa, Słanowa (obecnie to wieś Słonawy) oraz młyna w Obornikach należącego do wójtostwa obornickiego. W 1462 Ludgierz wójt obornicki zapisał swojej żonie Annie po 150 grzywien posagu oraz wiana na połowie swych dóbr, w tym m.in. na Uścikowie.
W 1470 synowie Piotra Skóry, Andrzej i Aleksander, otrzymali w podziale dóbr po ojcu wraz z bratem Wojciechem królewskie dobra: miasto Oborniki wraz z częściami wsi Bogdanowo, Nową Wsią, Uścikowem, Słanowem i Chowanowem, które w ciągu roku mieli podzielić pomiędzy siebie. W 1479 Andrzej Skóra zapisał swej siostrze Barbarze, zakonnicy w Owieńskach, 7 grzywien czynszu rocznego na połowie wsi królewskiej Uścikowo z zastrzeżeniem prawa wykupu za 100 grzywien. W 1486 Ludgierz wójt obornicki sprzedał z zastrzeżeniem prawa wykupu Stanisławowi Turkowskiemu 3 łany osiadłe oraz jeden łan opuszczony w Uścikowie za 110 florenów. W 1487 król polski Kazimierz IV Jagiellończyk odnowił Ludgerzowi przywilej na wójtostwo w Obornikach, do którego należało m.in. 4 kmieci oraz 4 zagrodników w wymienionych wsiach królewskich, w tym m.in. w Uścikowie.
W 1488 Jadwiga z Orchowa w powiecie gnieźnieńskim wdowa po Andrzeju Skórze sprzedała Marcinowi Ściborowi Ponieckiemu otrzymane od męża prawa do wsi Uścikowo. W latach 1488-1493 włascicielem we wsi był Marcin Ścibor Poniecki, który w 1488 poprosił biskupa poznańskiego Uriela Górkę, jako opiekuna dzieci Andrzeja z Gaju, o wypłacenie 20 grzywien na poczet sumy 100 grzywien, którą dzieci te były winne swej macosze Jadwidze Orchowskiej, a którą to sumę tenże nabył, kupując Uścikowo. Biskup wypłacił mu te pieniądze. W 1490 król polski Kazimierz IV Jagiellończyk zezwolił Ponieckiemu wykupić Uścikowo z rąk Jadwigi Orchowskiej. W 1493 ostatecznie skwitował kwoty od biskupa Uriela z zapłaty 20 grzywien na poczet spłaty posagu Jadwigi.
W 1497 pisarz ziemski poznański Wojciech Policki otrzymał od króla polskiego Jana I Olbrachta prawa do dóbr Małgorzaty, Barbary, Heleny oraz ich siostrzenic Małgorzaty i Barbary wraz z zastawami, które miały na wsi królewskiej Uścikowo, z powodu niedopełnienia przez nie obowiązku uczestnictwa w pospolitym ruszeniu w czasie wojny polsko-tureckiej toczonej w latach 1485–1503. W 1498 szlachcianka Barbara panna i Małgorzata żona Bernarda mieszczanina w Obornikach, córki Wojciecha Polickiego, wysłały na wyprawę turecką w swym zastępstwie domownika Stanisława Kamieniewskiego z części Uścikowa, którą miały po ojcu. W 1509 Wojciech Policki dał w zarząd żonie Annie na czas małoletniości dzieci swoje dobra, m.in. w Uścikowie. W 1510 pan Policki miał w zastawie ziemie z trzema kmieciami we wsi. W 1514 Wojciech Policki za zgodą króla zastawił Mikołajowi Pierwoszewskiemu połowę Uścikowa wraz z karczmą oraz 4 łany w Nowej Wsi koło Obornik z dwoma zagrodnikami za 100 grzywien. W 1515 Mikołaj z Pierwoszewa sprzedał z zastrzeżeniem prawa wykupu swojej żonie Agnieszce 1,5 łana opuszczonego w Nowej Wsi oraz dwa łany opuszczone w Uścikowie za 60 grzywien. W 1517 Wojciech Policki pozwał szlachciankę Małgorzatę żonę Benedykta rzeźnika poznańskiego o wygnanie z części Uścikowa. W 1518 Mikołaj Pierwoszewski ponownie zapisał za zgodą króla żonie Agnieszce po 60 grzywien posagu oraz wiana na połowie 1/4 wsi Uścikowo oraz na części 4 łanów w Nowej Wsi.
W 1500 syn Ludgierza Benedykt Zajączkowski sprzedał z zastrzeżeniem prawa wykupu Marcinowi Podlewskiemu dwa łany osiadłe w Uścikowie za 34 florenów. Na zakupionych łanach siedzieli kmiecie Gorczyca oraz Kaczorek, płacący po jednej grzywnie czynszu. W 1509 Benedykt sprzedał z zastrzeżeniem prawa wykupu Adamowi synowi zmarłego Wacława Ocieskiego dwa łany w Uścikowie za 20 grzywien. W 1510 do wójtostwa w Obornikach należały 4 łany uścikowskie, a sołectwo było opuszczone. W 1512 Adam Ocieski sprzedał z zastrzeżeniem prawa odkupu za 20 grzywien Janowi Brylowi Ocieskiemu dwa łany roli w Uścikowie, które otrzymał od Benedykta Zajączkowskiego.
W 1508 miał miejsce pobór podatków od 15 łanów, karczmy, a jeden łan we wsi był objęty wolnizną. W 1510 w Uścikowie było 17 łanów oraz folwark z czego tylko 5 łanów było osiadłych. Ponadto naliczono dwóch zagrodników. W 1510 we wsi gospodarowało 20 kmieci, a 4 łany należały do sołectwa, które wówczas były opuszczone, podobnie jak kolejne 2,5 łana. Trzech kmieci zastawionych miał pan Policki. Odnotowano także, że niegdyś w Uścikowie było 9 zagrodników, a wówczas był tylko jeden. W 1553 pobrano podatki od 11 kmieci. W 1576 pobór odbył się od 7 łanów. W 1577 miał miejsce pobór z części Macieja Nieżuchowskiego liczacej 7 łanów. W 1580 pobrano podatki z części Wojciecha Radeckiego od jednego półłanka, a z części Macieja Nieżuchowskiego od 7 łanów oraz od 3 komorników. W 1581 pobór odbył się z części Wojciecha Radeckiego od jednego półłanka, a z części Macieja Nieżuchowskiego od 16 półłanków oraz dwóch komorników.
Wieś królewska należąca do starostwa obornickiego, pod koniec XVI wieku leżała w powiecie poznańskim województwa poznańskiego w Rzeczypospolitej Obojga Narodów. Wskutek II rozbioru Polski w 1793, miejscowość przeszła pod władanie Prus i jak cała Wielkopolska znalazła się w zaborze pruskim.
W latach 1975–1998 miejscowość należała administracyjnie do województwa poznańskiego.